# Herinneringsmedaille aan de Oorlog 1939-1945
De Herinneringsmedaille aan de oorlog 1939-1945 (Frans: Médaille commémorative de la guerre 1939–1945) is een Franse onderscheiding die tot de campagnemedailles gerekend wordt. De medaille werd op 21 mei 1946 ingesteld door het hoofd van de voorlopige Franse regering, Félix Gouin, en aan Franse militairen toegekend voor hun deelname aan de Tweede Wereldoorlog.
Ook de opvarenden van gewapende koopvaardijschepen, burgers die tegen de bezetters hadden gevochten en vreemdelingen die onder de Franse vlag tegen de As hadden gevochten kwamen voor de medaille in aanmerking.
Een decreet uit 1949 voegde ook passieve weerstand van bijvoorbeeld brandweerlieden en de Franse Bescherming Bevolking toe aan de lijst van gerechtigden. 

## De medaille
Deze bronzen medaille was zeshoekig en mat 38 bij 28 millimeter. Het ontwerp was van de hand van P. Josse en G. Simon verzorgde de gravure. Op de voorzijde was een Gallische haan, een symbool van Frankrijk, afgebeeld met als achtergrond een kruis van Lotharingen. De haan staat op een gebroken keten, zinnebeeld van de bevrijding. Op de keerzijde staat het rondschrift RÉPUBLIQUE FRANÇAISE boven een lauwertak en de aanduiding GUERRE 1939 1945. Voor Frankrijk begon de Tweede Wereldoorlog immers op 1 september 1939.
De medaille wordt aan een lichtblauw zijden lint met in het midden een verticale baan van kleine rode V-vormige ornamenten gedragen. Het lint heeft rood-groen-rode biesen.
Op het lint mogen 12 gespen worden gedragen:
- FRANCE voor deelname aan operaties in Frankrijk tussen 3 September 1939 en 25 juni 1940
- NORVÈGE voor deelname aan operaties in Noorwegen tussen 12 April 1940 en 17 juni 1940
- AFRIQUE voor deelname aan operaties in Afrika tussen 25 juni 1940 en 13 mei 1943
- LIBÉRATION voor deelname aan operaties in Corsica en in Frankrijk tussen 25 juni 1940 en 8 mei 1945
- ALLEMAGNE  voor deelname aan operaties in Duitsland tussen 14 september 1944 en 8 mei 1945
- EXTRÊME-ORIENT voor deelname aan operaties in de Stille Oceaan en de Indische Oceaan tussen 7 december 1941 en 15 augustus 1945
- GRANDE-BRETAGNE voor deelname aan operaties in het Verenigd Koninkrijk tussen 25 juni 1940 en 8 mei 1945
- URSS voor deelname aan het Franse squadron gevechtsvliegtuigen (het Squadron Normandie-Niemen) in Rusland tussen 28 november 1942 en 8 mei 1945
- ATLANTIQUE voor deelname aan operaties op de Atlantische Oceaan tussen 3 september 1939 en 8 mei 1945
- MANCHE  voor deelname aan operaties in het Kanaal tussen 3 september 1939 en 8 mei 1945
- MER DU NORD voor deelname aan operaties op de Noordzee tussen 3 september 1939 and 8 mei 1945
- MÉDITERRANÉE voor deelname aan operaties op de Middellandse Zee tussen 3 september 1939 en 8 mei 1945
- ITALIE voor deelname aan operaties in Italië werd in 1953 ingetrokken. De vooral uit Frans Noord-Afrika afkomstige soldaten kregen in plaats van deze gesp de Herinneringsmedaille aan de Campagne in Italië 1943-1944
- DÉFENSE PASSIVE voor diegenen die een invaliditeitsuitkering kregen vanwege verwondingen opgelopen bij het beschermen van de burgerbevolking[1]
- ENGAGÉ VOLONTAIRE voor de vrijwilligers in de krijgsmacht tijdens de Tweede Wereldoorlog

Voor militairen die wel actieve dienst zagen maar niet voldeden aan deze eisen waren er zes gespen met een jaartal (1939, 1940, 1941, 1942, 1943, 1944 of 1945).
De medaille wordt na de Herinneringsmedaille aan de Oorlog 1914-1918 op de linkerborst gedragen. Wanneer men op uniformen geen modelversierselen draagt is een kleine rechthoekige baton in de kleuren van het lint voorgeschreven. De medaille wordt ook als miniatuur gedragen op bijvoorbeeld een rokkostuum. Het Decreet van 21 mei 1946 bevat een bepaling waarin diegenen die tijdens de periode van de vijandelijkheden tot een onterende straf werden veroordeeld van toekenning werden uitgesloten.